# George Avakian
George Avakian (en ruso: Геворк Авакян; Armavir, Rusia; 15 de marzo de 1919-Nueva York, 22 de noviembre de 2017) fue un productor discográfico y compositor estadounidense, especialmente conocido por su trabajo para el sello Columbia Records y su producción de discos de Miles Davis y otros importantes músicos de jazz.